# Aegocera anthina
Aegocera anthina is een vlinder uit de familie uilen (Noctuidae). De wetenschappelijke naam van deze soort is voor het eerst geldig gepubliceerd in 1926 door Jordan.
De soort komt voor in tropisch Afrika.